# Christina Bassadone
Christina Victoria Bassadone (Chichester, 27 de diciembre de 1981) es una deportista británica que compitió en vela en la clase 470.
Ganó dos medallas en el Campeonato Mundial de 470, plata en 2005 y bronce en 2007. Participó en dos Juegos Olímpicos de Verano, ocupando el séptimo lugar en Atenas 2004 y el sexto en Pekín 2008.

## Palmarés internacional
| \| Campeonato Mundial \| Campeonato Mundial \| Campeonato Mundial \| Campeonato Mundial \| \| Año \| Lugar \| Medalla \| Clase \| \| ------------------ \| ------------------------------ \| ------------------ \| ------------------ \| \| 2005 \| San Francisco (Estados Unidos) \| Medalla de plata \| 470 \| \| 2007 \| Cascaes (Portugal) \| Medalla de bronce \| 470 \| |                                |                   |       |
| Campeonato Mundial |                                |                   |       |
| Año | Lugar                          | Medalla           | Clase |
| 2005 | San Francisco (Estados Unidos) | Medalla de plata  | 470   |
| 2007 | Cascaes (Portugal)             | Medalla de bronce | 470   |